# Windows Management Instrumentation
Windows Management Instrumentation (WMI) és la implementació del WBEM (Web-Based Enterprise Management), Model d'Informació Comuna (CIM) estàndards de la Força de Tasca d'Administració Distribuïda (DMTF; totes elles de Microsoft), una iniciativa que vol establir normes estàndard per tenir accés i compartir la informació d'administració a través de la d'una empresa.
WMI permet que determinats llenguatges de scripts (com el VBScript o el  Windows PowerShell) puguin gestionar ordinadors i servidors de Microsoft, de manera local i remota. En versions anteriors de Windows (Windows NT, Windows 95 i Windows 98) es podia descarregar el paquet WMI; però des de la versió de Windows 2000 ve preinstal·lat.
Microsoft també proporciona una ordre-interfície de línia a WMI va anomenar Ordre d'Instrumentació d'Administració de Finestres-línia (WMIC).